# Fer doux

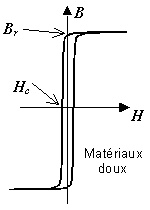
Cycle d'hystérésis d'un matériau magnétique doux

Le terme fer doux désigne à la fois le fer et l'acier doux. La principale propriété de ce fer est qu'il s'aimante facilement et perd rapidement sa capacité d'aimantation une fois qu'il n'est plus soumis à un champ magnétique. Le fer doux est un fer d’une grande pureté auquel a été ajouté du silicium. On peut créer la polarisation magnétique du fer doux grâce à une bobine traversée par un courant ou grâce à un aimant. Cette polarisation permet une très bonne conduction du flux magnétique, bien supérieure à celle observée dans l'air par exemple. Il est très utilisé dans l'industrie pour réaliser le noyau magnétique des  transformateurs, les générateurs et les moteurs électriques. On parle alors de « tôle magnétique ».

## Propriétés
Ces matériaux possèdent un champ coercitif inférieur à 1 000 A/m, pour rappel il s'agit de la valeur qu'un champ extérieur doit dépasser pour inverser la direction du flux magnétique dans le matériau.
Les fers doux sont des matériaux magnétiques doux qui s'opposent aux matériaux magnétiques durs qui servent à réaliser des aimants permanents et qui ne se démagnétisent donc pas.
Le cycle d'hystérésis du fer doux est beaucoup plus étroit que celui de ces derniers, cela permet de réduire les pertes par hystérésis dans le cas où le flux magnétique change de sens périodiquement comme dans les transformateurs, les générateurs et les moteurs électriques.
Les pertes fer rencontrées dans ce type d'application sont également constituées de pertes par courants de Foucault qu'il convient également de réduire en augmentant la résistance électrique du fer aux fréquences utilisées (typiquement 50 Hz pour le réseau électrique). Cela est réalisé grâce à l'ajout de silicium et d'aluminium dans l'alliage de fer très pur à la base. Dans le cas de flux à plus haute fréquence, l'usage de ferrite est à privilégier.

## Histoire
On remarque au début du XXe siècle que l'ajout de silicium dans l'acier permet de limiter les pertes par courants de Foucault dans les transformateurs. Cependant, cela rend l'acier friable et cette proportion doit être maintenue en dessous de 4 %. On commence à utiliser ce type d'acier en 1906. L'épaisseur des tôles, produite par laminage à chaud, est alors de 0,35 mm. Dans les années 1920, on découvre que les aciers laminés à froid contenant du silicium sont anisotropes, on ne fait toutefois usage de cette propriété qu'à partir de 1934. En 1939, la première tôle à grains orientés d'une épaisseur de 0,32 mm est commercialisée. Ses pertes sont largement réduites par rapport à celles des aciers laminés à chaud,.
En 1965, Nippon Steel invente l'acier à grain orienté haute perméabilité (Hi-B) qui réduit par 3 les pertes dans la direction du flux. Sa commercialisation débute en 1968. Le même groupe commence à utiliser le laser pour améliorer les propriétés des aciers électriques en 1980. En 1983, on atteint des épaisseurs de tôle de 0,23 mm,.
Alors qu'ils ont été développés au départ pour l'industrie automobile dans les années 1970 par  AlliedSignal, les aciers amorphes sont également connus depuis la seconde moitié des années 1970 pour leurs propriétés magnétiques qui les rendent utilisables pour les transformateurs de distribution,.

## Cas des tôles magnétiques

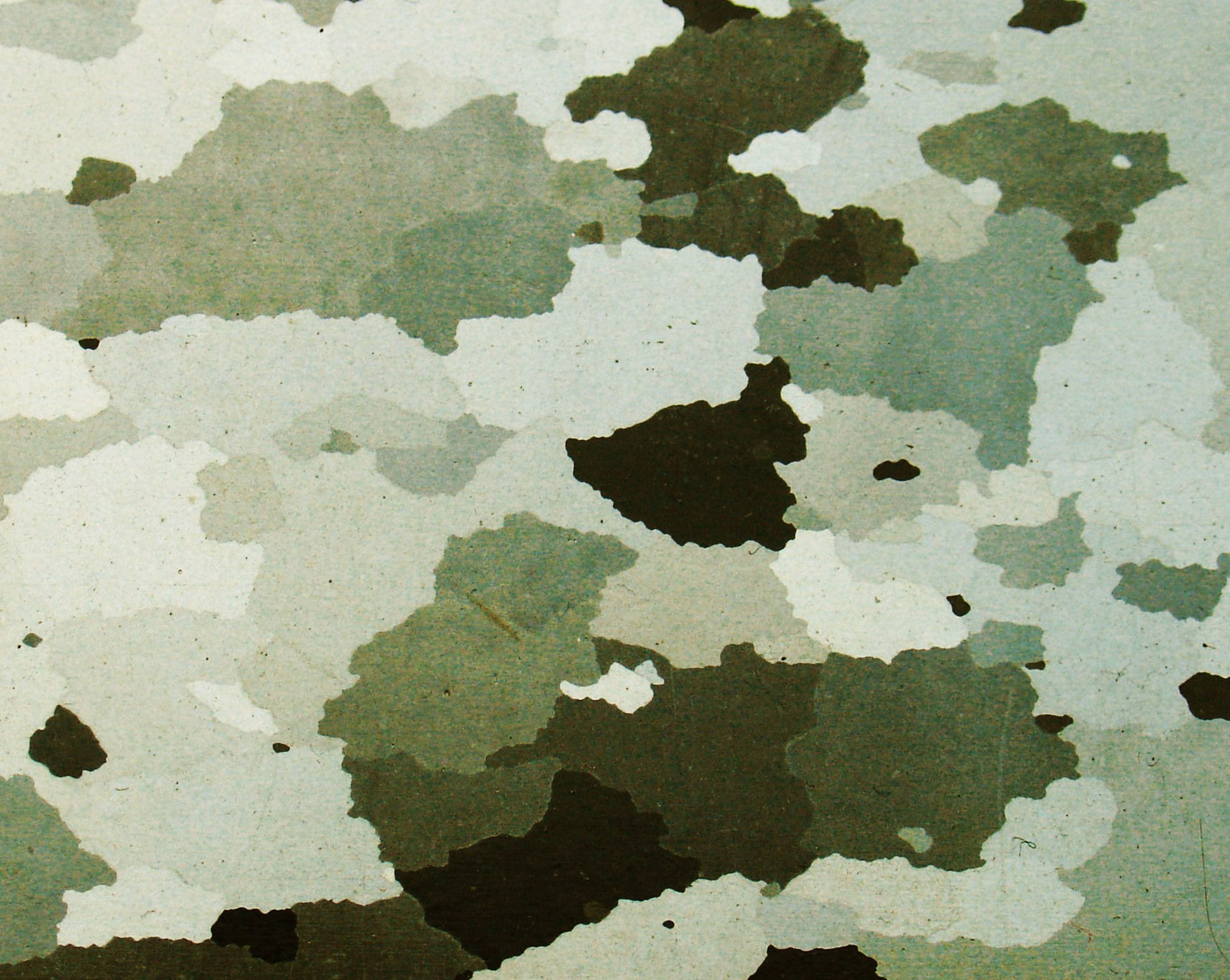
Surface d'une tôle à grains orientés. On distingue clairement la structure cristalline

La tôle magnétique avec une production mondiale annuelle d'environ 10 millions de tonnes est en quantité et en valeur le matériau magnétique doux le plus produit. Elles sont divisées en trois catégories : les tôles magnétiques à grains orientés, celles à grains non orientés et les tôles amorphes. Les premières servent dans les transformateurs, les secondes dans les générateurs et moteurs, les troisièmes dans certains transformateurs de distribution récents. Les tôles orientées ont été inventées en 1934 par l'américain Norman P. Goss. Elles sont quasiment toujours réalisées à base d'un alliage de fer, de silicium et d'aluminium, par laminage.
La présence des courants de Foucault dissuade en effet l'utilisation de bloc massif pour réaliser les noyaux magnétiques des appareils électriques. Pour réduire ces pertes, il est préférable d'utiliser un noyau divisé en fines lamelles isolées électriquement les unes des autres et assemblées.
Afin d'avoir des ordres de grandeurs au niveau des propriétés magnétiques on peut écrire qu'une tôle basique pour générateur IV a un champ magnétique maximal de 1,2 tesla, tandis qu'un design plus élaboré permet d'atteindre des valeurs de 1,75 tesla.

## Assemblage des tôles magnétiques

Noyau de fer, de forme dite E-I à 3 colonnes

Dans un noyau magnétique standard les tôles sont pressées entre elles. Par le passé, elles étaient recouvertes d'un côté d'une couche de papier, de nos jours c'est une couche de phosphate ou de laque qui permet l'isolation entre tôles. L'épaisseur des tôles à grains non orientés se trouve en général entre 0,5 mm et 0,65 mm. Pour les tôles à grains orientés l'épaisseur standard va de 0,23 mm pour les transformateurs à hauts rendements à 0,35 mm.
Pour de plus hautes fréquences des tôles de 0,35 mm sont utilisées. Pour les noyaux de formes circulaires des tôles encore plus fines sont employées.
Beaucoup de noyaux utilisent des tôles de forme « E-I ». L'avantage de cette découpe est qu'il n'y a quasiment pas de chute, on réalise en effet 2 E et 2 I dans une grande tôle. Les tôles peuvent être assemblées dans le même sens, mais plus souvent montées tête-bêche à chaque couche pour réduire l'entrefer.

## Matériau

### Grains orientés

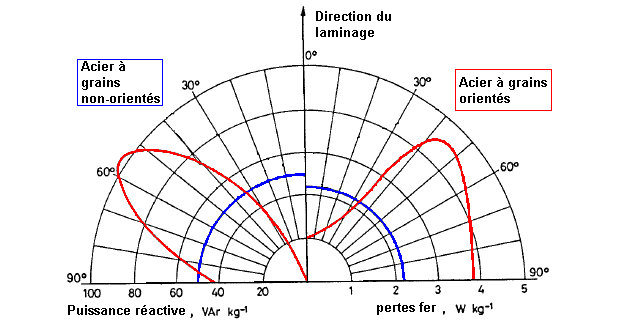
Pertes fer et puissance réactive d'un fer à grains orientés comparées à celles d'un fer à grains non orientés en fonction de l'angle

En plus d'être en alliage fer-silicium, les tôles à grains non orientés ont des propriétés magnétiques isotropes dans son plan. Par des recuissons et des laminages successifs une orientation de la structure cristalline de l'acier peut également être produite. La présence d'une contrainte mécanique d'étirement permet l'amélioration de ces propriétés d'orientation. Les techniques les plus modernes « égratignent » la surface de la tôle à l'aide d'un laser afin d'obtenir ce résultat. Cette anisotropie permet de réduire les pertes magnétiques en réduisant la perméabilité magnétique dans les directions orthogonales au flux. Cela permet ainsi d'obtenir de meilleurs rendements et de plus petites tailles pour les transformateur.
| Désignation | Perte par kg de fer | Épaisseur | Induction maximale | Puissance transmissible | Section du noyau |
| ----------- | ------------------- | --------- | ------------------ | ----------------------- | ---------------- |
| M 530-50 A  | 5,30 W              | 0,50 mm   | 1,31 T             | 198 VA                  | M 102 B          |
| M 400-50 A  | 4,00 W              | 0,50 mm   | 1,39 T             | 215 VA                  | M 102 B          |
| M 330-35 A  | 3,30 W              | 0,35 mm   | 1,41 T             | 224 VA                  | M 102 B          |
| M 111-35 N  | 1,11 W              | 0,35 mm   | 1,64 T             | 271 VA                  | M 102 B          |
| M 111-35 N  | 1,11 W              | 0,35 mm   | 1,65 T             | 320 VA                  | MD 102 B         |
| TRAFOPERM   | 1,11 W              | 0,30 mm   | 1,78 T             | 300 VA                  | SM 102 B         |

### Amorphe vitrifié
Depuis le début des années 1980, des tôles en alliages amorphes et vitrifiés sont utilisées pour la fabrication de certains transformateurs de distribution. Elles sont composées environ à 92 % de fer, 5 % de silicium et de 3 % de bore. Comme leur nom l'indique, elles n'ont pas une structure cristalline mais amorphe, cela a pour avantage de limiter les « frictions » lors de magnétisation et démagnétisation, en d'autres termes elles sont faciles à magnétiser et démagnétiser. Les pertes par hystérésis sont ainsi beaucoup plus faibles que pour une tôle à grains orientés.
Par ailleurs, la technique de fabrication consistant à refroidir très rapidement le métal permet d'obtenir une vitrification sur la surface des tôles tout en assurant une épaisseur très faible de l'ordre 0,025 mm. Les pertes par courant de Foucault sont donc également très faibles. 
Comme désavantages, le rapport spatial est plus faible de l'ordre de 85 % au lieu de 95 à 98 % pour une tôle à grains orientés, de l'espace est perdu. Cela a pour conséquence l'utilisation d'une plus grande longueur de conducteur synonyme de pertes cuivre plus élevées. Par ailleurs, le niveau de saturation est plus bas : de l'ordre de 1,56 tesla au lieu de 2,06. Cependant le plus gros désavantage finalement est que ses propriétés mécaniques plus faibles empêchent pour le moment leurs utilisations dans les transformateurs de puissance.
Mais les pertes fer croissant avec la fréquence, les pertes d'un transformateur en tôles amorphes sont d'autant plus faibles par rapport à un transformateur en tôle à grains orientés qu'il y a présence d'harmoniques (par définition plus haute fréquence).
En résumé, les transformateurs de distribution en tôle amorphe ont un meilleur rendement que ceux en tôles à grains orientés, surtout quand la charge est faible et/ou qu'il y a présence d'harmoniques. Pour finir, les « pertes fer » sont grandement réduites par l'usage de tôles amorphes, à mettre en regard du coût total de bobinage.

### Marché et fabricants
| Fabricant        | Pays         | Production d'acier à grain orienté (kt) | Fabrique de l'Hi-B |
| ---------------- | ------------ | --------------------------------------- | ------------------ |
| Wuhan            | Chine        | 440                                     | non                |
| NLMK (Viz Stal)  | Russie       | 344                                     | non                |
| AK Steel         | États-Unis   | 312                                     | oui                |
| POSCO            | Corée du Sud | 250                                     | oui                |
| ThyssenKrupp     | Allemagne    | 250                                     | oui                |
| Nippon Steel     | Japon        | 243                                     | oui                |
| JFE              | Japon        | 160                                     | oui                |
| Allegheny (en)   | États-Unis   | 109                                     | non                |
| ArcelorMittal    | Luxembourg   | 107                                     | non                |
| Corus            | Royaume-Uni  | 90                                      | oui                |
| Shangai Baosteel | Chine        | 90                                      | non                |
| Stalprodukt      | Pologne      | 62                                      | non                |